# HMS Anson (79)
HMS Anson fue un acorazado de la clase King George V de la Royal Navy, que recibía su nombre en honor a la memoria del almirante George Anson, primer Barón Anson, almirante del siglo XVIII.

## Diseño y construcción
Al igual que sus compañeros de clase, fue inicialmente diseñado bajo los términos del Tratado naval de Washington. Las “vacaciones” de construcción de acorazados debían haber durado hasta 1931, y desde 1928 se comenzó a diseñar los requerimientos de los nuevos buques que se esperaba comenzar a construir en 1931.
Pero en 1930, tras el primer Tratado naval de Londres, las vacaciones de construcción se vieron extendidas hasta 1937, por lo que no se retomó la planificación hasta 1935, con un desplazamiento máximo de 35.000 toneladas según el citado tratado naval.
Fue construido por los astilleros Swan Hunter de Wallsend, que pusieron su quilla sobre las gradas el 20 de julio de 1937, y lo botaron al agua el 24 de febrero de 1940. El buque debía recibir originalmente el nombre de Jellicoe, en honor al comandante de la Gran Flota en la Batalla de Jutlandia, pero arrastró el cambio de nombre del HMS Duke of York y fue finalmente nombrado HMS Anson en febrero de 1940.

## Historial
El HMS Anson fue dado de alta el 22 de junio de 1942 y estuvo en servicio durante la Segunda Guerra Mundial, pero fue el 
único buque de su clase que no llegó a disparar sus cañones sobre ningún barco enemigo. 
En 1945 el HMS Anson fue designado como buque insignia de la primera escuadra de batalla de la flota británica del Pacífico. En 1946 el HMS Anson navegó desde Sídney hasta Hobart para recoger a los duques de Gloucester, el Príncipe Henry y la Princesa Alice, para llevarlos de vuelta a Sídney.
Tras el final de la guerra, el HMS Anson permaneció en activo hasta abril de 1951. En esos momentos, los acorazados, si no estaban aún totalmente obsoletos, comenzaban a aproximarse velozmente hacia la obsolescencia. Los acorazados requerían además de mucho dinero y mucha tripulación para mantenerse en activo, dos cosas que en la Gran Bretaña de la postguerra no sobraban. El buque fue desguazado en 1957, al igual que los otros tres supervivientes de su clase.